# ESPN+ (servicio de streaming)
ESPN+ (pronunciado ESPN Plus) es un servicio de streaming disponible en los Estados Unidos, operado por Disney Streaming (parte de Disney Entertaiment) y propiedad de ESPN Inc., que es una empresa conjunta entre The Walt Disney Company (que posee una participación de control del 80%) y Hearst Communications (que posee el 20% restante).
ESPN+ se comercializa como una suscripción complementaria de las redes televisivas de ESPN, con contenido similar o que ha sido transferido exclusivamente del servicio de ESPN3 (por lo tanto ESPN+ tiene un costo aparte en comparación con WatchESPN, que ofrece el contenido sin cargo adicional para los suscriptores de ESPN), como los deportes de combate (incluida la cobertura del Ultimate Fighting Championship y el Top Rank de boxeo), deportes universitarios; hockey (incluidos 75 juegos exclusivos de la National Hockey League por temporada y todos los juegos fuera del mercado), cricket, rugby, fútbol, golf (incluida la cobertura del Campeonato de la PGA y The Masters) y tenis. El paquete de fuera de mercado de la Major League Baseball (que es, como ESPN+, operado con la tecnología de la filial de Disney "BAMTech") se vende a través de la plataforma como complemento. El servicio también incluye contenido audiovisual, documentales originales de ESPN y acceso a contenido prémium en ESPN.com. A partir de marzo de 2019, ESPN+ es el punto de venta exclusivo para eventos de pago por visión de la UFC, que se venden por un cargo adicional.
En los Estados Unidos, ESPN+ junto con Hulu y Disney+ son las tres principales plataformas de streaming de Disney para el mercado de ese país y forman un paquete en conjunto.
El 30 de junio de 2023, el servicio contaba con más de 25.2 millones de suscriptores.

## Historia
En agosto de 2016, The Walt Disney Company adquirió una participación minoritaria en BAMTech, una escisión del negocio de tecnología de streaming de MLB Advanced Media, por 1000 millones de dólares, con la opción de adquirir una participación mayoritaria en el futuro. También se anunció que la filial de Disney, ESPN, planeaba desarrollar un servicio over-the-top basado en la tecnología de BAMTech como "un proyecto exploratorio de OTT", basado principalmente en los derechos de propiedad de ESPN para eventos que no se transmiten por televisión. ESPN ya usaba la plataforma de BAMTech para su servicio de TV Everywhere WatchESPN. El CEO de Disney, Bob Iger, comentó que a pesar de la disminución en la industria de la televisión de paga debido al corte de cables, «los deportes en vivo realmente han prosperado, incluso en un mundo donde hay mucho más para que la gente haga y vea».
En agosto de 2017, Disney recurrió a su opción de adquirir una participación de control en BAMTech y anunció que planeaba lanzar un servicio de streaming de ESPN en 2018, seguido de un servicio de streaming de entretenimiento de Disney en 2019 (terminando así su relación con Netflix). En este momento, Disney declaró que el nuevo servicio de ESPN se basaría en los derechos de los deportes de propiedad de ESPN, así como en los contenidos de la MLB, NHL y la Major League Soccer (aunque crecería de los derechos de transmisión de ESPN como la NBA y la NFL), y que un nuevo diseño de la aplicación ESPN lo convertiría en un «destino digital principal» para contenido deportivo. Durante la conferencia de resultados del cuarto trimestre de Disney, Iger reveló que el servicio sería conocido como ESPN+. En diciembre de 2017, Disney anunció su intención de adquirir 21st Century Fox luego de la escisión de ciertos negocios. El acuerdo incluía el grupo de redes de deportes regionales de Fox Sports Networks (sin embargo, se le ordenó a Disney que se deshiciera de ellos para evitar el antimonopolio), lo que condujo a sugerencias de que Disney quería que las redes ordenaran incorporar sus respectivos derechos locales de deportes en el servicio.
En febrero de 2018, Iger declaró que ESPN tendría como objetivo darle a ESPN+ un precio mensual de $4.99 dólares estadounidenses. ESPN+ y BAMTech se ubicaron en el recién formado segmento de negocios de Disney, Disney Direct-to-Consumer e International, el 14 de marzo de 2018. El 2 de abril de 2018, ESPN anunció que ESPN+ se lanzaría oficialmente el 12 de abril de 2018, y confirmó su precio de $4.99 dólares por mes.
El 21 de agosto de 2018, ESPN anunció que había fusionado su servicio de suscripción ESPN Insider con ESPN+, agregando acceso al contenido prémium de ESPN.com (como informes de ritmo exclusivos, y estadísticas avanzadas de deportes y herramientas de análisis) al servicio. Ambos servicios compartían el mismo precio mensual, pero los suscriptores anuales existentes de ESPN Insider fueron eximidos con su precio anterior de $39.99 dólares por año (a diferencia de los $9.99 para ESPN+), y todos los ex suscriptores de ESPN Insider continuarán recibiendo la suscripción gratuita a ESPN The Magazine que fue parte de la suscripción hasta que finalice la distribución con el número de impresión de septiembre de 2019.
El 31 de octubre de 2018, el ejecutivo de ESPN, Russell Wolff, fue nombrado vicepresidente ejecutivo y gerente general. En octubre de 2019, ESPN+ comenzó a agregar publicidad pre-roll al contenido a pedido del servicio. Simultáneamente con el lanzamiento de Disney+ el 12 de noviembre de 2019, se presentó Disney Bundle, el cual permite a los usuarios suscribirse a ESPN+, Disney+ y el nivel de publicidad de Hulu por $12.99 dólares al mes.
El 22 de octubre de 2020, se anunció que una gran cantidad de artículos de ESPN.com (principalmente análisis) se pagarían a través de ESPN+. También se anunció que las transmisiones simultáneas de video de los programas de ESPN Radio The Dan Le Batard Show, Greeny, The Max Kellerman Show y Chiney & Golic Jr., así como Jorge Ramos y Su Banda, se trasladarían exclusivamente a ESPN+ desde los canales de ESPN.
En julio de 2022, Disney anunció que el precio mensual independiente de ESPN+, que alcanzó los $6,99 dólares por mes en 2021 luego de dos aumentos menores, aumentaría tres dólares, o un 43%, a $9,99 por mes a partir de fines de agosto. Los observadores especularon que el aumento tenía la intención de promover la adopción del Disney Bundle, que continuó al precio actual de $13.99 dólares estadounidenses en ese momento, sin dejar de ser competitivo en relación con otros servicios de streaming deportivos independientes.
Tras un acuerdo de distribución con Spectrum en septiembre de 2023, ESPN+ empezó a estar disponible para los suscriptores de Spectrum TV Select Plus sin costo adicional; también se afirmó que el trato incluía los derechos de distribución de un futuro servicio de streaming «insignia» de ESPN, que se esperaba lanzarse en 2025, el cual sería un superconjunto tanto de ESPN+ como de la programación exclusiva de las redes lineales de ESPN. 
En diciembre de 2024, la programación de ESPN+ empezó a estar disponible a través del sitio web y las aplicaciones de Disney+ mediante un centro de contenido con el nombre ESPN para aquellos que están suscritos a estos servicios; el centro también incluye la transmisión simultánea de la programación de ESPN en Hulu. 
En mayo de 2025, Disney anunció que el servicio ESPN+ sería efectivamente subsumido por el nuevo servicio de streaming directo al consumidor de ESPN, y que los suscriptores existentes se convertirían automáticamente en suscriptores del nivel "Selecto" de la nueva plataforma de la marca.  Sin embargo, ESPN+ permanecerá activo por separado durante un período de tiempo no especificado debido a obligaciones contractuales con ciertos proveedores de contenido, entre ellos la  Bundesliga, LaLiga y UFC. 

## Programación
El servicio se enfoca principalmente en contenido deportivo similar al del servicio digital existente de ESPN, ESPN3 (que se distribuye a los suscriptores de internet y los suscriptores de televisión participantes), aunque parte del contenido de ESPN3 se ha cambiado exclusivamente a ESPN+. Su contenido de lanzamiento incluyó las transmisiones de boxeo (incluidos los eventos Top Rank y contenido de archivo hasta 2025 y 36 cartas de lucha exclusivas), otros eventos deportivos (como los eventos de la Ivy League, donde la conferencia alcanzó un acuerdo de 10 años con los derechos de transmisión con ESPN antes del lanzamiento del servicio), cobertura de los Grand Slams de tenis, así como del cricket internacional (Cricket de Irlanda y el Cricket de Nueva Zelanda), fútbol (incluyendo la Major League Soccer, United Soccer League, US Open Cup, Liga MX, Liga MX Femenil, la Copa América 2019, competiciones de la English Football League, Eredivisie y la Liga de Naciones de la UEFA) así como los eventos de rugby (incluidos los torneos SANZAAR, la Copa Bledisloe, la Currie Cup, la Major League Rugby, Mitre 10 Cup, Pro14 y World Rugby Sevens Series). En octubre de 2018, ESPN+ obtuvo los derechos para transmitir la liga sueca Allsvenskan y la Superliga danesa, declarando su intención de transmitir un partido por semana para cada liga.
ESPN+ incluyó partidos fuera de mercado de la Major League Soccer sin cargo adicional para los suscriptores (que reemplazaron el servicio anterior de MLS Live), y el servicio tuvo los derechos exclusivos de todos los partidos de Chicago Fire televisados regionalmente hasta 2020, (como el segundo equipo de la MLS, detrás del acuerdo de Los Angeles FC con YouTube TV, en vender sus derechos regionales a un servicio de streaming).A partir de la temporada 2021-22, ESPN+ comenzó a transmitir juegos de la National Hockey Leeague fuera del mercado bajo el banner NHL Power Play on ESPN+ (que reemplaza el servicio anterior NHL.tv). MLB.tv también está disponible para su compra dentro de la plataforma ESPN+ y ofrece juegos diarios durante sus temporadas regulares.
El PGA Tour Live (que también fue administrado por BAMTech) se incluyó para la temporada 2018 del PGA Tour, pero se mudó a NBC Sports Gold en 2019. ESPN+ empezó a ofrecer complementos durante el Campeonato de la PGA a partir de 2020, incluso durante las ventanas de transmisión de CBS. En 2022, el PGA Tour Live regresó a ESPN+ como parte de un nuevo acuerdo a largo plazo hasta 2030.
También incluye la programación y los documentales originales de ESPN, como la franquicia 30 for 30 (Una entrada, The Last Days of Knight, se estrenó en ESPN+ varias semanas antes de su estreno televisivo de ESPN, y una serie original exclusiva. ESPN+ no incluye el acceso a todos los canales lienales de ESPN, ya que estos son están disponibles a través de proveedores de televisión "tradicionales o no tradicionales".
En mayo de 2018, la Ultimate Fighting Championship (UFC) anunció nuevos contratos de derechos de televisión lineal y digital por cinco años con ESPN, a partir de enero de 2019. La UFC transmitirá 20 eventos en vivo de UFC Fight Night en ESPN+  por año. ESPN+ también tendrá derechos de contenido complementario como la Dana White's Contender Series, el contenido de archivo y las repeticiones PPV, y ofrecerá ventas de UFC Fight Pass dentro de la plataforma. El primer evento de ESPN+, UFC Fight Night: Cejudo vs. Dillashaw, generó 525,000 nuevos suscriptores solo el día del evento.
El 18 de marzo de 2019, se anunció que ESPN había expandido dos años más su contrato con la UFC. A partir del UFC 236, también es el que transmite en exclusiva todos los eventos de pago por visión de la UFC para clientes residenciales. Los espectadores deben tener una suscripción activa de ESPN+ para poder comprar futuros eventos PPV de la UFC, y ya no se venden a través de proveedores de televisión. También ese mes, la American Athletic Conference anunció un contrato de 12 años con ESPN, por lo que ESPN+ transmitiría la mayoría de los eventos no emitidos por los canales de televisión de ESPN.En mayo se anunció que ESPN+ transmitiría 18 partidos de World TeamTennis.En septiembre, ESPN+ anunció la adquisición de los derechos de transmisión de la Bundesliga alemana a partir de 2020, en virtud de un acuerdo de seis años.
En la temporada 2019-20, ESPN+ adquirió los derechos de transmisión para todos menos dos equipos de la Conference Big 12; estas transmisiones se hacen bajo la marca Big 12 Now. El acuerdo excluyó a los Oklahoma Sooners, cuyos derechos de emisión estaban en manos del servicio de streaming SoonerSports.tv y Bally Sports Oklahoma, y los Texas Longhorns, que tienen un acuerdo existente con Longhorn Network
En febrero de 2021, ESPN+ obtuvo los derechos de la Primera División de Bélgica y se espera que transmita 3 partidos por semana.El 10 de marzo , ESPN volvió a adquirir los derechos de la National Hockey League en virtud de un nuevo contrato de siete años a partir de la temporada 2021-22. Bajo este contrato, ESPN+ tiene los derechos exclusivos de 75 juegos por temporada, (que se transmitirán simultáneamente en Hulu) y los derechos de transmisión simultánea de todos los juegos de la ABC (incluido el NHL All-Star Game y las finales de la Copa Stanley en temporadas seleccionadas) y todos los juegos fuera del mercado.
Una semana después, como parte de la renovación de los derechos de la NFL con ESPN, ESPN+ obtuvo los derechos de emisión simultánea de las transmisiones del Monday Night Football a partir de la temporada 2021 de la NFL. Desde 2022, ESPN+ tiene los derechos exclusivos de un juego de la Serie Internacional de la NFL por temporada en una ventana de domingo por la mañana.
En mayo de 2021, ESPN+ obtuvo los derechos para transmitir todos los partidos de la LaLiga Santander y LaLiga SmartBank a partir de la temporada 2021-2022 durante 8 temporadas (es decir hasta la 2028-2029). El 8 de agosto de 2022 ESPN renovó los derechos de transmisión de la Copa del Rey y la Supercopa de España durante los próximos 7 años, como parte del acuerdo ESPN+ obtiene los derechos exclusivos de los 65 partidos de la Copa del Rey y la transmisión de los tres partidos de la Supercopa de España en simultáneo con los canales lineales de ESPN.
El 9 de agosto de 2022 ESPN renovó los derechos de transmisión de las competiciones organizadas por la English Football League hasta 2024. El acuerdo incluía 147 partidos de la temporada regular de la EFL Championship, 20 partidos de la temporada regular de la EFL League One y League Two, las doce semifinales y las tres finales de los Play-Offs para ascender de los tres niveles de competencia y al menos 30 partidos de la Carabao Cup en exclusiva por ESPN+. Ese mismo día se anunció la renovación de los derechos de la DBF-Pokal hasta 2026, teniendo ESPN+ mínimo 40 partidos en exclusiva por temporada.
El 9 de noviembre de 2023 ESPN anunció un acuerdo multianual para transmitir partidos selectos de la National Women's Soccer League a través de sus diversas plataformas a partir de 2024, con ESPN+ emitiendo todos en streaming (20 en total).El 16 de noviembre la LPGA y ESPN llegaron a un acuerdo para que ESPN+ transmita el LPGA Tour íntegro en exclusiva hasta 2025.
El 4 de enero de 2024 ESPN confirmó la renovación de los derechos de las competiciones de la NCAA bajo un acuerdo multianual hasta 2032 desde la temporada 2024-2025, con ESPN+ teniendo en exclusiva más de 24,000 juegos cada año.El 31 de enero ESPN anunció la renovación de los derechos en español de la Serie del Caribe durante 5 años con ESPN+ transmitiendo todos los juegos. El 16 de febrero se reveló que ESPN+ emitiría en exclusiva los 28 juegos de la Copa Oro Femenina en español.El 21 de mayo ESPN dio a conocer que había llegado a un acuerdo de cuatro años con la FA para que ESPN+ siguiera transmitiendo en exclusiva todos los partidos de la FA Cup.